# Rainier Magnus
Rainier zwany Magnus (zm. 1182) – kardynał-diakon S. Adriano od września 1178 roku. Uczestniczył w papieskiej elekcji 1181 i podpisywał bulle papieskie między 2 listopada 1178 a 15 lipca 1182. W marcu 1182 był obecny przy uroczystej absolucji króla Szkocji Wilhelma. Poza tym nic więcej o nim nie wiadomo.
W nekrologu bolońskiej kongregacji S. Maria di Reno znajduje się zapis Obiit Rainerius Cardinalis de Orbiueto pod datą 20 lipca (bez daty rocznej), który być może odnosi się właśnie do tego kardynała.